# شب عروسی
شب عروسی فیلمی به کارگردانی و نویسندگی جواد قائم مقامی محصول سال ۱۳۵۰ است.

## خلاصه داستان
احمد دست کمونچه و دوستش برزو به تهران می‌روند تا برای خانم مهربان، که فلج است و به موسیقی علاقه دارد، برنامه اجرا کنند…

## بازیگران
- جواد قائم‌مقامی
- ویکتوریا
- سارا
- حمیده خیرآبادی
- جواد تقدسی
- محمدتقی کهنمویی
- محمدرضا رفیعی
- اسداله یکتا
- غلامرضا سرکوب
- محمد فرزین
- اسماعیل خدنگی
- فرنگیس فروهر
- ناتاشا
- شهلا ریاحی
- رضا بانکی